# La Nuit du Tigre
Cet article concerne le roman de Robert van Gulik. Pour l'article sur le roman de Margery Allingham, voir La Nuit du tigre (roman de Allingham).
La Nuit du Tigre (The Night of the Tiger) est un court roman de Robert van Gulik, publié en 1965, mettant en scène le juge Ti. Avec Le Matin du singe, ce texte forme le recueil Le Singe et le Tigre, le dixième volume paru de la série.
Il s'agit de la vingt-deuxième enquête du magistrat selon l'ordre chronologique de ses aventures.
Le mot Tigre (avec majuscule) du titre représente le juge Ti lui-même, né pendant l'année de ce signe du zodiaque chinois. 

## Résumé
Le juge Ti fait l'objet d'un grand honneur. Il est nommé président de la cour de justice métropolitaine, ce qui fait de lui le plus haut magistrat de l'Empire du Milieu. 
Alors qu'il est en route vers la capitale pour recevoir sa charge, il se retrouve piégé sur une île par une rivière en crue. Après avoir trouvé refuge chez un propriétaire terrien, il apprend qu'une bande de brigands sévit sur l'île. Le juge Ti n'a d'autre choix que de les affronter.

## Personnages
Membre du Tribunal
- Ti Jen-tsie, nouvellement nommé président de la cour de Justice métropolitaine, en route vers la capitale.

Autres personnages
- Min Liang, riche propriétaire terrien.
- Min Ki-you, fille du précédent.
- Monsieur Min, marchand de thé, frère de Min Liang.
- Yen Yuan régisseur du domaine de Min Liang.
- Liao, intendant de Min Liang.
- Aster, domestique.

## Commentaires
Par sa date de publication, le recueil Le Singe et le Tigre s'intercale entre les romans La Perle de l'Empereur et Le Motif du saule.  Toutefois, dans l'ordre chronologique des aventures du juge Ti, douze récits séparent Le Matin du singe de La Nuit du Tigre qui se déroulent respectivement en 667 et 670.